# 堀田隆夫
堀田 隆夫（ほった たかお、1946年（昭和21年）1月1日 - ）は、日本の元・大蔵官僚。元大蔵省造幣局長。血液型はB型。

## 略歴
- 1968年（昭和43年）3月：東京大学経済学部卒業
- 1968年（昭和43年）4月：大蔵省入省（主計局総務課）[2]
- 1969年（昭和44年）10月：名古屋国税局調査査察部
- 1970年（昭和45年）8月：大臣官房調査企画課
- 1971年（昭和46年）7月：大臣官房調査企画課調査主任[3]
- 1972年（昭和47年）7月：大臣官房調査企画課調査第二係長[4]
- 1973年（昭和48年）7月：須磨税務署長
- 1974年（昭和49年）7月17日：農林省大臣官房企画室企画官[5]
- 1976年（昭和51年）7月：主計局調査課長補佐
- 1978年（昭和53年）7月：主計官主計官補佐（農林水産第三係主査）（食料管理、米（コメ）担当）[6]
- 1980年（昭和55年）7月：主計局主計官補佐（農林水産第四係主査）（農業基盤担当）[6]
- 1981年（昭和56年）7月：主税局税制第二課長補佐（総括・酒税）[7]
- 1983年（昭和58年）6月：大臣官房企画官兼大臣官房文書課法令審査室長
- 1984年（昭和59年）6月：大臣官房企画官
- 1985年（昭和60年）6月：藤波内閣官房長官秘書官（事務担当）
- 1985年（昭和60年）12月：後藤田内閣官房長官秘書官（事務担当）
- 1987年（昭和62年）7月：大蔵省主計局給与課長
- 1989年（平成元年）6月：大蔵省主計局主計官（運輸、郵政担当）
- 1990年（平成2年）7月5日：大蔵省証券局流通市場課長
- 1990年（平成2年）7月13日：大蔵省証券局業務課長
- 1992年（平成4年）6月26日：大蔵省大臣官房調査企画課長
- 1993年（平成5年）6月25日：関東信越国税局長
- 1994年（平成6年）7月1日：国税庁課税部長
- 1995年（平成7年）5月26日：大阪国税局長
- 1996年（平成8年）7月12日：国税庁次長
- 1997年（平成9年）7月11日：証券取引等監視委員会事務局長
- 1998年（平成10年）7月1日：大蔵省造幣局長
- 1999年（平成11年）7月：東京金融先物取引所専務理事
- 2002年（平成14年）9月：日本たばこ産業株式会社顧問
- 2003年（平成15年）6月：日本たばこ産業株式会社取締役副社長
- 2005年（平成17年）6月：日本たばこ産業株式会社代表取締役副社長
- 2007年（平成19年）5月：大阪証券金融株式会社顧問
- 2007年（平成19年）6月：大阪証券金融株式会社取締役社長、株式会社ODKソリューションズ取締役、株式会社大証金ビルディング取締役
- 2016年（平成28年）11月：瑞宝中綬章受章

## 大蔵省同期
- 林正和（日本取引所グループ取締役取締役会議長、日本取引所自主規制法人理事長、財務事務次官、主計局長、大臣官房長、経済企画庁長官官房長）
- 尾原栄夫（国税庁長官、主税局長）
- 溝口善兵衛（島根県知事、財務官、国際局長、大臣官房長、大臣官房総務審議官、主計局次長（次席））
- 田谷廣明（東京税関長）
- 浜中秀一郎（駐ポルトガル大使、金融庁次長、金融監督庁次長、財政金融研究所長）
- 中井省（財政金融研究所長）
- 沖津武晴（税務大学校長、理財局次長（国有財産担当）、JT不動産部長）
- 村田吉隆（衆議院議員）
- 福田誠（大蔵省金融企画局長）